# سیارک ۲۰۵۴
سیارک ۲۰۵۴ (به انگلیسی: 2054 Gawain، نامگذاری:4097P-L) دو هزار و پنجاه و چهارمین سیارک کشف شده‌است که در ۲۴ سپتامبر ۱۹۶۰ کشف شد.
قدر مطلق سیارک برابر ۱۲٫۰۰ است.